# Stati del Sacro Romano Impero (C)
Questo è un elenco degli stati del Sacro Romano Impero, inizianti per la lettera C:
| Nome                                                 | Tipologia                                                                  | provincia                          | Seggio     | Formazione                        | Note |
| ---------------------------------------------------- | -------------------------------------------------------------------------- | ---------------------------------- | ---------- | --------------------------------- | --- |
| Calvelage                                            | Contea                                                                     |                                    |            | 1072                              | 1140: Annessa a Contea di Ravensberg |
| Calw                                                 | Contea                                                                     |                                    |            |                                   | 1075: prima menzione di Calw in un documento storico 1155: acquisito dai Löwenstein 1189: Acquisito dai Vaihingen Divisione tra Calw-Löwenstein e Calw-Vaihingen 1277: estinzione dei Conti di Calw-Löwenstein; i territori diventano proprietà di un ramo illegittimo degli Asburgo 1282: si estinguono i Conti di Calw; i territori vengono ereditati dai Conti di Tubinga 1361: la linea dei Conti di Calw-Vaihingen si estingue; i territori vengono ereditati dai Conti di Württemberg |
| Cambrai                                              | Vescovato                                                                  | Provincia del Basso Reno           |            |                                   | |
| Cambrai                                              | Città Imperiale                                                            | Provincia del Basso Reno           |            |                                   | 1677: Annessa alla Francia |
| Cammin                                               | Vescovato                                                                  | Provincia dell'Alta Sassonia       | vedi sotto |                                   | 1176: Vescovato 1274: Acquisisce la città di Lubecca 1556: Secolarizzato per la Pomerania-Wolgast 1648: alla Svezia 1679: al Brandeburgo |
| Cammin                                               | Principato                                                                 | Provincia dell'Alta Sassonia       | PR         |                                   | 1556: Secolarizzato per la Pomerania-Wolgast 1648: alla Svezia 1679: al Brandeburgo |
| Carinzia                                             | Ducato                                                                     | Provincia Austriaca                | n/a        | 876; 927; 976; 995                | 970: Margraviato 1180: Ducato 1286: ai Conti di Gorizia 1335: agli Asburgo d'Austria 1512: Provincia Austriaca 1804: al Regno d'Illiria |
| Carniola                                             | Ducato                                                                     | Provincia Austriaca                | n/a        | 1040                              | 1002: Margraviato 1054: l'Imperatore Enrico II creò uno stato separato con il nome di Carniola come feudo del Ducato di Carinzia 1071-1090: ad Aquileia 1237-1251: Amministrazione imperiale 1259-1269: ad Aquileia 1270-1918: agli Asburgo (ducato) 1512: Provincia Austriaca 1803: Stato imperiale nel seggio dei Principi 1805-1806: occupazione francese |
| Castell                                              | 1200: Contea                                                               | Franc                              |            | 1200                              | 1254: Diviso in linea primogenita e collaterale 1347: estinzione della linea primogenita; Castell viene riunito 1500: Provincia di Franconia 1597: Divisa in Castell-Remlingen e Castel-Rüdenhausen |
| Castell                                              | Contea                                                                     |                                    |            | 1709: Divisa da Castell-Castell   | 1772: Riannessa a Castell-Castell Composta di 3 territori e 28 villaggi |
| Castell-Castell                                      | 1668: Contea                                                               |                                    |            | 1668: Divisa da Castell-Remlingen | 1709: Divisa in Castell-Castell e Castell>br>1772: Annessa a Castell 1806: alla Baviera |
| Castell-Remlingen                                    | 1597: Contea                                                               |                                    |            | 1597: Partitioned from Castell    | 1668: Diviso in Castlell-Remlingen e Castell-Castell 1762: Riannesso a Castell |
| Castell-Rüdenhausen                                  | Contea                                                                     |                                    |            | 1597: Diviso da Castell           | |
| Castels                                              | Alta Giurisdizione                                                         |                                    |            |                                   | |
| Chablais                                             | 1310: Ducato                                                               |                                    |            |                                   | |
| Chatelot                                             | Signoria                                                                   |                                    |            |                                   | |
| Chiemsee                                             | Vescovato                                                                  |                                    |            |                                   | |
| Coira                                                | Vescovato                                                                  | Provincia Austriaca                | EC         | 1170                              | 1512: Provincia Austriaca 1793: Consiglio dei Principi 1798: Annesso alla Repubblica Elvetica |
| Churwalden                                           | Giurisdizione                                                              |                                    |            |                                   | |
| Cilli Cilly                                          | 1341: Contea 1436: Principato del Sacro Romano Impero di Cilli e Ortenburg |                                    |            |                                   | 1456: estinzione della linea dei Conti di Cilli; stato ereditato dagli Asburgo |
| Cläven                                               | Signoria                                                                   |                                    |            | 909                               | Divisa nel 950 |
| Clemont                                              | Signoria                                                                   |                                    |            |                                   | |
| Cleves Kleve                                         | X sec.: Contea 1417: Ducato                                                | Provincia del Basso Reno           | PR         | 719                               | 1368: Unito con la Contea di Mark 1521: Unito con Julich, Berg, Cleves e Mark 1582: Consiglio dei Principi 1609: Guerra di successione 1614 al Brandeburgo ?-1672: Occupato dalle Province Unite alla Prussia 1795: occupazione francese 1815: alla Prussia |
| Coblenza                                             | Protettorato dell'Ordine Teutonico                                         |                                    |            |                                   | 1512: Provincia dell'Elettorato del Reno 1793: Consiglio dei Principi |
| Costanza                                             | Vescovado 1155: Principato Vescovile                                       | Provincia Sveva                    | EC         | 585 come vescovado                | 1155: Principe imperiale 1793: Consiglio dei Principi 1802: Divisa tra il Baden e la Svizzera 1803: Secolarizzata ed annessa al Baden Area: 482 km²; Pop. 50,000 |
| Costanza                                             | 1192: Libera Città Imperiale                                               |                                    |            | 1192                              | 780: Costanza riceve i diritti municipali 1548: Privata dei privilegi di Libera Città Imperiale e data all'Austria dall'Imperatore Carlo V 1805: Annessa al Baden |
| Colloredo                                            | Principato (personale)                                                     | n/a                                | FR         | 1763                              | 1788: Rinominato in Colloredo-Mansfeld |
| Colloredo-Mansfeld                                   | Principato (personale)                                                     | n/a                                | FR         | 1788: Rinominato da Colloredo     | 1803: Ampliato con parti di Limpurg e Rieneck |
| Colmar                                               | Città Imperiale                                                            | Provincia dell'Alto Reno           |            |                                   | 1648: Annessa alla Francia |
| Colonia Köln                                         | Arcivescovato 1356: Elettorato                                             | Provincia dell'Elettorato del Reno | EL         | 954                               | 1512: Provincia dell'Elettorato del Reno 1803: Annessa al Langraviato di Assia-Darmstadt |
| Colonia Köln                                         | Città Libera                                                               | Provincia del Basso Reno           | RH         | 1288                              | 1794: Annessa alla Francia |
| Comburg                                              | Abbazia Imperiale                                                          |                                    |            |                                   | |
| Corvey                                               | Principato abbaziale                                                       | Provincia del Basso Reno           | EC         | 877                               | 877: Abbazia c1582: Principato Abbaziale 1783: Principato Vescovile 1793: Consiglio dei Principi 1803: secolarizzato come principato per i Nassau-Dillenburg |
| Cottbus                                              | Signoria                                                                   |                                    |            |                                   | 1156: prima menzione di Cottbus in un documento storico 1199-1445: ai Signori di Cottbus 1462: ai Principi-Elettori di Brandeburgo |
| Croÿ Duchi di Croÿ, Principi del Sacro Romano Impero | Ducato 1767: Principato del Sacro Romano Impero                            |                                    |            |                                   | 1590: ai Conti di Solre nei Paesi Bassi spagnoli 1677: Principi di Solre nei Paesi Bassi spagnoli 1767 ai Duchi di Croÿ in Francia 1803: ai Signori di Dülmen |